# Hairography
«Hairography» (рус. Хаерография) — одиннадцатый эпизод первого сезона американского музыкального телесериала «Хор», показанный телеканалом Fox 25 ноября 2009 года. В серии появляются соперники «Новых горизонтов» в отборочных соревнованиях — женский хор из центра реабилитации малолетних правонарушителей имени Джейн Адамс и хор глухих из школы Хевербрук. В серии приняла участие певица Ив, которая сыграла руководителя женского хора, а в качестве хористок появились участницы американского проекта ''So You Think You Can Dance'' Кэти Шиан, Керингтон Пейн и Комфорт Фэдок . В серии прозвучали кавер-версии восьми песен, в том числе мэшап композиций «Hair» из мюзикла «Волосы» и «Crazy in Love» певицы Бейонсе. Студийные записи семи песен были выпущены в качестве синглов посредством цифровой дистрибуции и вошли в альбом Glee: The Music, Volume 2.

## Сюжет
Руководитель хора Уилл Шустер (Мэтью Моррисон) начинает подозревать, что Сью Сильвестр (Джейн Линч) находится в сговоре с конкурирующими хоровыми клубами. Он посещает академию Джейн Адамс, где учатся девушки, недавно освободившиеся из мест лишения свободы, и, когда их директор Грейс Хитченс (Ив) показывает ему, насколько бедно финансирование школы, Шустер предлагает им выступить в концертом зале МакКинли. Наблюдая выступление девушек, Рейчел Берри (Лиа Мишель) уверяет студентов, что они проиграют — хор Джейн Адамс не стеснён стыдливостью и использует так называемую «хаерографию», отвлекая волосами внимание от пения и привлекая его к танцам. «Новые горизонты» решают приобрести парики и исполняют мэшап песен «Hair» и «Crazy in Love». Далтон Румба (Майкл Хичкок), директор школы Хевенбрук для глухих студентов, чувствует себя ущемлённым, когда Джейн Адамс пригласили в МакКинли, и потому тоже просит дать им возможность выступить. Его хор исполняет дуэтом с «Новыми горизонтами» песню «Imagine» Джона Леннона. Уилл понимает, что «хаерография» не сработает, и нужно подходить к тренировкам более серьёзно. Он убирает этот номер из сет-листа, заменяя его песней «True Colors», и отдаёт список песен Сью. Сью, без ведома Уилла, передаёт его список конкурирующим школам, решив, что они смогут исполнить какие-либо песни «Новых горизонтов» и обеспечить себе победу на отборочных.
Куинн (Дианна Агрон) начинает сомневаться в своём решении отдать своего ребёнка жене Уилла, Терри Шустер (Джессалин Гилсиг), и рассматривает вариант сохранить ребёнка и воспитывать его с Паком (Марк Саллинг), а не с Финном (Кори Монтейт). Куинн говорит Терри, что передумала, и сестра Терри, Кендра (Дженнифер Аспен), решает отбить у Куинн охоту быть матерью и предлагает ей посидеть с тремя недисциплинированными детьми. Куинн приглашает Пака провести вечер с ней и детьми, и отлично справляется с задачей, ставя в недоумение Кендру. Куинн начинает думать, что Пак мог бы стать хорошим отцом, но когда узнаёт, что он весь вечер обменивался эротическими сообщениями с Сантаной (Ная Ривера), меняет своё решение. Тем временем Курт (Крис Колфер) решает дискредитировать Рейчел в глазах Финна, так как сам испытывает к нему чувства. Он даёт ей плохой совет относительно макияжа и одежды, и это отталкивает Финна. Рейчел позже говорит Курту, что, несмотря на то, что они оба влюблены в Финна, у Курта всегда будет меньше шансов, так как «Финн любит девочек», на что Курт отвечает, что им обоим ничего не достанется — Финн любит Куинн, и это ничто не изменит.

## Реакция
В США эпизод посмотрели 6,1 млн телезрителей, что стало самым низким показателем на тот момент. Это связано с тем, что серия была показана в выходной день накануне Дня благодарения, когда обычно рейтинг просмотров всех крупных телеканалов снижается. В Канаде эпизод занял 22 строчку в рейтинге самых популярных телепередач недели, и его посмотрели 1,37 млн человек. В Великобритании серию посмотрели 2,231 млн человек, что позволило ему удержаться в качестве самого рейтингового шоу телеканалов E4 и E4 +1. За свою работу над эпизодом Линда К. Уолкер, Анн-Мари Ладди и Майкл Уорд были номинированы на прайм-тайм премию «Эмми» в 2010 году.
Отзывы критиков об эпизоде оказались смешанными. Реймонд Фландерс из The Wall Street Journal назвал музыкальные номера «худшими в сезоне», а обозреватель сайта Zap2it Лиза Прадо нашла мэшап из двух композиций «отвратительным». Помимо этого, Марк Хейл из New York Times посчитал нецелесообразным вмешательство «Новых горизонтов» в музыкальный номер глухого хора школы Хевернбрук, однако Боб Хакинсон из Houston Chronicle отметил, что, несмотря на периодические выпады в адрес шоу, это не делает его плохим, в том числе и этот эпизод.